# 吕叔湘
吕叔湘（1904年12月24日—1998年4月9日），谱名锺湘，学名湘，字叔湘，以字行，男，江苏丹阳人，中国语言学家，近代汉语学的拓荒者和奠基人。其堂兄为画家吕凤子，又与佛学家吕澂同族。

## 生平
呂叔湘生於在江蘇丹陽，曾就读于丹阳县高等小学、江苏省常州高级中学。
1922年考入国立东南大学外国语言文学系，1926年毕业。毕业后曾在丹阳中学、苏州中学擔任英語老師。
1936年赴英国留学，先后在牛津大学人类学系、伦敦大学图书馆学科修读。
留學期間，因中國抗日戰爭開戰，在1938年歸國，回国后历任云南大学文史系副教授、华西协合大学中国文化研究所研究员、金陵大学中国文化研究所研究员兼国立中央大学中文系教授。
中華人民共和国成立後，擔任清華大学中文系的教授。1952年起，任中国科学院语言所研究员。1953年，成為語言所副所長。1963年至1982年，成為語言所的所長。
1956年7月，中国大辞典编纂处與新华辞书社人员偕语言研究所部分人员一同组建词典编辑室，吕叔湘兼任該室主任和《現代漢語詞典》的編輯長。
文化大革命時，進入五七幹部學校。
1971年回到自宅，文革中保持沈默。
文革後的1978-1985年任中国文字改革委员会委员、副主任委员、顾问，《中国语文》杂志主编。
1980年，中国語言学会成立，至1985年時都是該會的會長，也是国务院学位委员会委员。還是「中国大百科全書」的語言文字之卷的主編、《中国大百科全书》总编辑委员会委员。
1994年被聘为俄罗斯科学院外籍院士。長年推廣普通話及倡漢字拉丁化，並積極提倡規範文法，要求普通話白話文學及非文學作品皆應合乎其所主張之標準文法。

## 作品

### 著作
- 《中国文法要略》
- 《文言虚字》
- 《中国人学英文》
- 《语法修辞讲话》
- 《汉语语法论文集》
- 《汉语语法分析问题》
- 《现代汉语八百词》
- 《近代汉语指代词》
- 《吕叔湘语文论集》
- 《語文常談》

### 翻译作品
- 《文明与野蛮》
- 《伊坦·弗洛美》

## 榮譽
- 1980年起为美国语言学会荣誉会员。
- 1987年获香港中文大学荣誉文学博士学位。
- 2004年榮登《世界名人录》。

## 奖项
1983年5月拿出多年积蓄的6万元，设立中国社会科学院青年语言学家奖金的基金。